# Granatkehlkolibri
Der Granatkehlkolibri (Lamprolaima rhami), manchmal auch Granatkehlnymphe genannt, ist ein Vogel aus der Familie der Kolibris (Trochilidae) und die einzige Art der somit monotypischen Gattung Lamprolaima. Die Art hat ein großes Verbreitungsgebiet in Mexiko, Guatemala, El Salvador und Honduras. Der Bestand wird von der IUCN als „nicht gefährdet“ (least concern) eingeschätzt.

## Merkmale

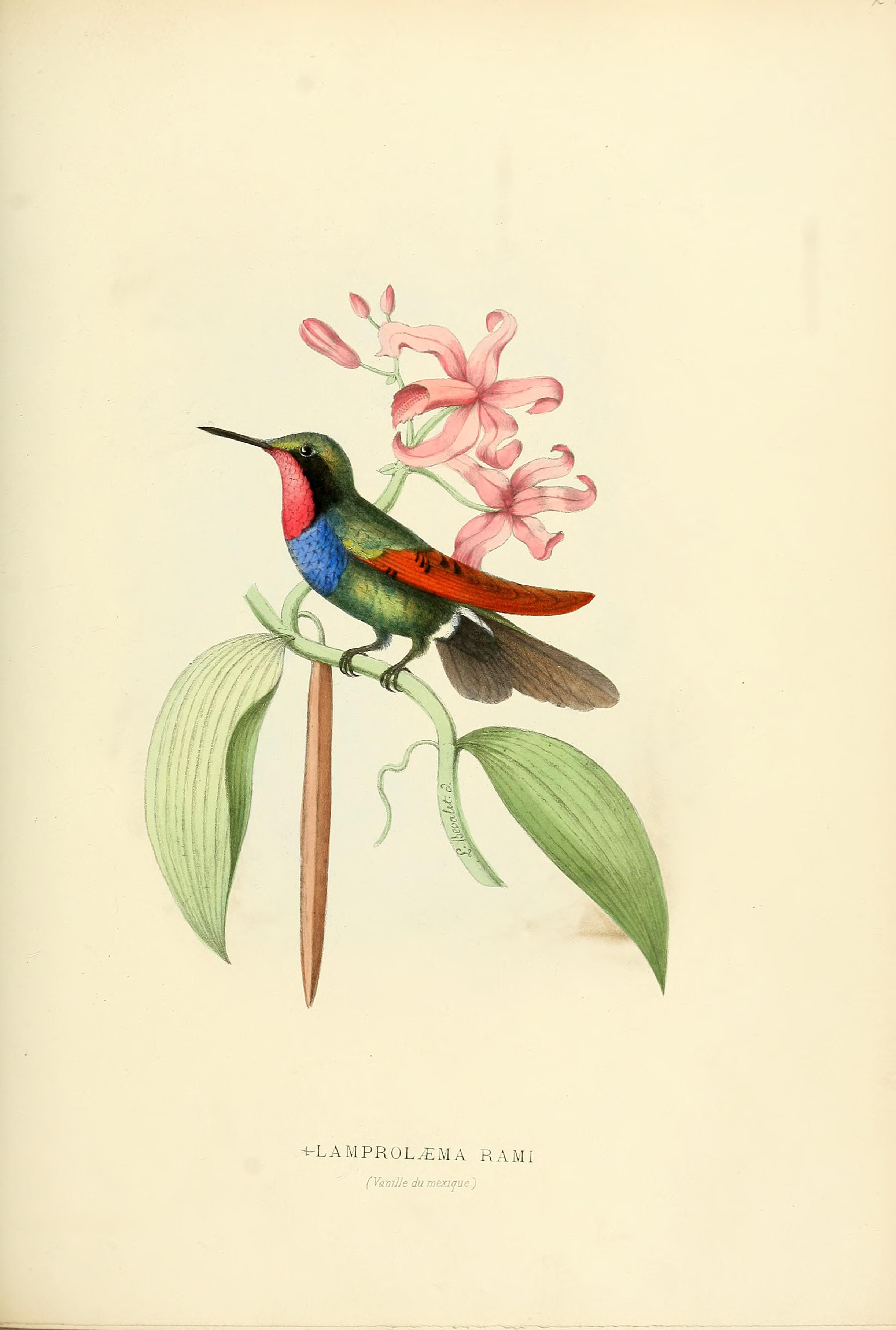
Männlicher Granatkehlkolibri
(Illustration von Louis Victor Bevalet, 1876)

Der Granatkehlkolibri erreicht eine Körperlänge von etwa 12,0 bis 12,5 cm, wobei der gerade, spitze und schwarze Schnabel 1,9 cm lang ist. Die Oberseite des Männchens ist strahlend grün. Es hat eine schwärzliche Gesichtsmaske und hinter dem Auge (postokular) einen weißen Fleck. Die Kehle glitzert pinkrosa, die Brust violett. Die übrige Unterseite ist rußgrau, die Flanken grün gefleckt. Die rötlich-braunen Schwungfedern sind von braunen Flecken durchzogen. Der Schwanz ist purpurn. Die Oberseite des Weibchens glänzt ebenfalls grün. Es hat ebenfalls einen postokularen weißen Fleck. Die Kehle und die Unterseite sind dunkelgrau, gewöhnlich von wenigen pinkfarbenen Federn an der Kehle durchzogen. Die rötlich-braune Färbung der Schwungfedern wirkt nicht so intensiv wie beim Männchen. Die Seiten und Flanken sind grün gefleckt. Die äußeren Steuerfedern haben weiße Spitzen. Während männliche Jungtiere den ausgewachsenen ähneln, ist die Unterseite bei weiblichen Exemplaren dunkler mit zimtfarbenen Fransen bis zur blau gefleckten Brust.

## Verhalten
Diese Art bewegt sich in immergrünen Wäldern, in Kiefernwäldern, an Waldrändern und in angrenzendem Gebüsch. Granatkehlkolibris suchen ihr Futter in allen Straten. Gelegentlich machen sie Ausflüge nach oben, um Insekten zu jagen. Bei der Jagd machen sie ruckartige Bewegungen. Ihr Entdecker Delattre berichtete, dass sie die Blüten der zu den Riemenblumengewächsen gehörenden Gattung Loranthus anflogen.

## Fortpflanzung
Granatkehlkolibris bauen einen ca. 6 cm breiten, relativ massiven Kelch, welchen sie beispielsweise auf einer Wurzel nahe an Flussufern platzieren. Dieser kann irrtümlich als Erdklumpen wahrgenommen werden, aus dem ein paar Würzelchen heraushängen. Ebenso wie z. B. der Graubrust-Degenflügel (Campylopterus largipennis) (Boddaert, 1783) und andere Kolibriarten erweitern Granatkehlkolibris ihr Nest im nächsten Jahr. Dieses Verhalten könnte man als Tarnung durch Maskierung interpretieren, aber auch nur als Instandhaltung eines bestehenden Nestes. An der Pazifikküste brüten sie von Dezember bis März, an der Atlantikküste von April bis Mai.

## Lautäußerungen
Der Ruf der Granatkehlkolibris klingt wie ein nasales Njik und Tschoi mit heftigem Zwitschern. Der Gesang hört sich an wie ein ruhiges, ruppiges, trockenes, knisterndes Trällern, welches von nasalen Gurgelgeräuschen durchdrungen wird. Hin und wieder wiederholen sie 2- bis 3-mal ein lebhaftes Tis-i, tiu-tiu.

## Verbreitungsgebiet

Verbreitungsgebiet (grün) des Granatkehlkolibris

Die Art kommt in Höhenlagen von 1200 bis 3000 Metern an den West- und Osthängen der Berge der mexikanischen Bundesstaaten Guerrero und Puebla vor. Über Chiapas zieht sich das Verbreitungsgebiet bis in den Süden Guatemalas und über den Norden der Departamentos Santa Ana und Chalatenango in El Salvador und über große Teile von Honduras.

## Unterarten
Es sind keine Unterarten des Granatkehlkolibris bekannt. Die Art gilt deshalb als monotypisch. Die von Ludlow Griscom 1932 beschriebene Unterart L. r. saturatior, sowie die von Allan Robert Phillips 1966 beschriebene Unterart L. r. occidentalis gelten heute als Synonyme für die Nominatform.

## Etymologie und Forschungsgeschichte
Die Erstbeschreibung des Granatkehlkolibri erfolgte 1839 durch René Primevère Lesson unter dem Namen Ornismya Rhami. Obwohl der Band von Revue Zoologique das Jahr 1838 aufweist, erschien die Dezemberausgabe erst im Jahr 1839. Das Typusexemplar stammt aus Mexiko und wurde von Adolphe Delattre gesammelt. Erst später wurde der Granatkehlkolibri der von Heinrich Gottlieb Ludwig Reichenbach im Jahr 1854 eingeführten neuen Gattung Lamprolaima zugeordnet. Dieser Name setzt sich aus den griechischen Worten λαμπρός lamprós für „brillant, strahlend“ und λαιμός laimós für „Kehle“ zusammen. Das Artepitheton rhami ist Henri Casimir de Rham Jr. (1817–1840) aus New York gewidmet, dessen Vater Henri Casimir de Rham (1785–1873) ein Schweizer Diplomat war. Dieser schickte Lesson eine Zeichnung und die Beschreibung des Balges. Saturatior, saturatioris ist lateinischen Ursprungs und bedeutet intensiver gefärbt, abgeleitet von saturare für genügen, zufrieden  stellen bzw. satur, satura für intensiv, reichlich oder satis für genug. Occidentalis leitet sich ebenso aus dem Lateinischen ab und bedeutet westlich, abgeleitet von occidens, occidentis für West.